# 백운1로
백운1로(Baegun 1-ro)는 전라남도 광양시 금호동 태인교삼거리 에서 광양시 진월면 선소사거리를 잇는 도로다.

## 주요 경유지
전라남도
- 광양시 (금호동 . 태인동 . 진월면)

## 노선
| 이름         | 접속 노선                       | 소재지 | 소재지 | 비고 |
| ------------ | ------------------------------- | ------ | ------ | ---- |
| 태인교삼거리 | 제철로                          | 광양시 | 금호동 |      |
| 태인교       |                                 | 광양시 | 금호동 |      |
| 용지삼거리   | 국도 제59호선 (태인4길)         | 광양시 | 태인동 |      |
| 태인대교     |                                 | 광양시 | 태인동 |      |
|              | 진월면                          | 광양시 |        |      |
| (이름없음)   | 지방도 제861호선 (망덕길)       | 광양시 |        |      |
| 진월 나들목  | 제10호선 남해고속도로           | 광양시 |        |      |
| 신소교       |                                 | 광양시 |        |      |
| 신소교삼거리 | 백운2로 섬진강매화로 신소중앙길 | 광양시 |        |      |

## 주요 건물및 시설
- GS25 포스코태인점 (백운1로 13/태인동 303-6)
- HD현대오일뱅크 HD현대오일뱅크 직영 도령주유소 (백운1로 39/태인동 303-7)
- SK에너지 명당주유소 (백운1로 51/태인동 303-173)
- GS칼텍스 가온코리아 협력주유소 (백운1로 73/태인동 1652-8)
- SK에너지 태인주유소 (백운1로 107/태인동 1653-2)
- 이마트24 광양테인점 (백운1로 155/태인동 125-65)
- CU 광양테인점 (백운1로 155/태인동 125-65)
- SK에너지 광남주유소 (백운1로 176/태인동 28-130)
- 한국타이어 한국타이어TBX 광양태인점 (백운1로 196/태인동 28-310)
- 알뜰 명당알뜰주유소 (백운1로 288/태인동 1127-4)
- SK에너지 강변주유소 (백운1로 392/망덕리 62-2)
- S-OIL 진월IC주유소 (백운1로 512/망덕리 200-6)
- HD현대오일뱅크 동양에너지주유소 (백운1로 518/망덕리 200-2)